# Картикея
Картикея, Ска́нда (सकनद IAST — «вилитий»), Муруган (там. முருகன, малаял. മുരുകന്), Субрахманья — ватажок війська богів, бог війни в індуїзмі.

## Зображення
Бог війни і перемоги, командувач війська девів. Син бога Шиви і Парваті, його брат Ганеша, молодша сестра — Ашок Шундарі і його дружини є Валлі і Дейваянаї. Зображується у вигляді юнака, часто з шістьма головами і дванадцятьма руками і ногами. Його атрибути — лук, спис стяг із зображенням півня. Його вахана (їздова тварина) — павич. Вважається також, що Сканда покровитель не тільки воїнів, але і злодіїв.
Як і більшість індуїстських божеств, Муруган відомий під багатьма іншими іменами, в тому числі Senthil, Velan, Kumaran (йдеться про «принца або дитини чи підлітка один»), Swaminatha (йдеться про «розумний» або «розумний»), Saravana, Арумугам або Shanmuga (що означають «один з шести граней»), Dhandapani (йдеться про Бога з клубом), Guhan або Guruguha (що означає «печерна людина»), Субраманья, Картікея і Сканда (що означає «те, що пролилася або сочилася»). Він був також відомий як Свамі махасена і царі династії Кадамба поклонялися йому під цим ім'ям.
Походженням імені зобов'язаний одному з міфів про своє народження. Відповідно до цього міфу бог Агні забажав з'єднатися з дружинами семи мудреців, а Сваха, палаючи пристрастю до Агні, по черзі брала їх образ (образ однієї з них, особливо відданої своєму чоловікові, вона не змогла прийняти). Щоразу після з'єднання, вона брала насіння Агні, оберталася птахом, злітала на високу гору і зливала його в золотий посуд. Через деякий час народився шестиголовий Сканда.
За іншою легендою Сканда був сином Шиви Парваті, народженим заради знищення демона Тараки, якого, згідно з обіцянкою Брахми, не міг вбити ніхто, крім сина Шиви. При зачатті сімя Шиви впало у вогонь, але бог вогню Агні не зміг утримати його і кинув в небесну річку Гангу. Після цього Ганга віднесла сімя на гору Химават, де новонародженого хлопчика виховали 6 Кріттіка — уособлення зоряного скупчення Стожари. Звідси його друге ім'я — Карттікея. Через сім днів після народження Сканда очолив небесне військо, убив Тараку і безліч інших демонів.
Культ Сканди широко поширений в Південній Індії, де його образ був ототожнений з дравідським богом війни Муруганом.

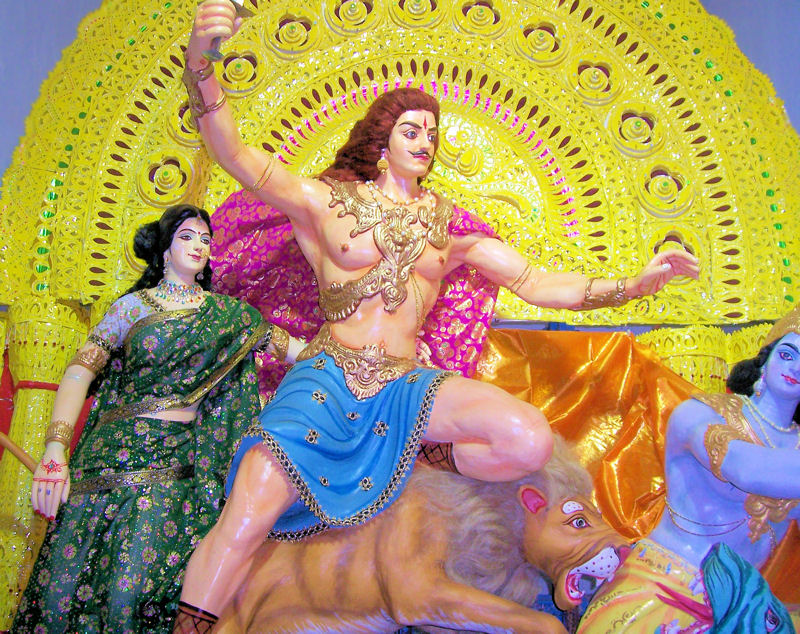
Картікешвар в штаті Орісса
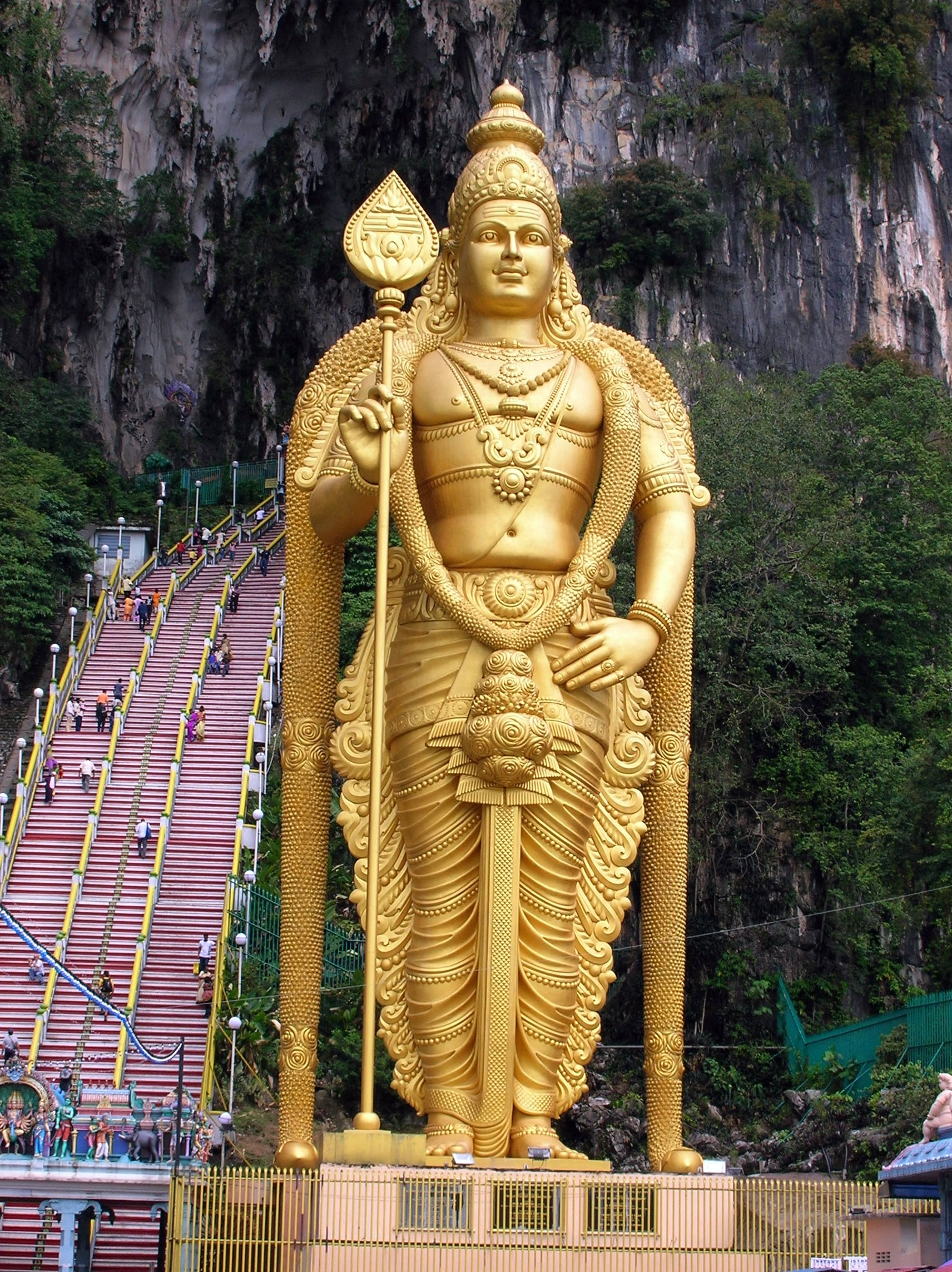
42-метрова статуя Сканди біля печер Бату, Малайзія
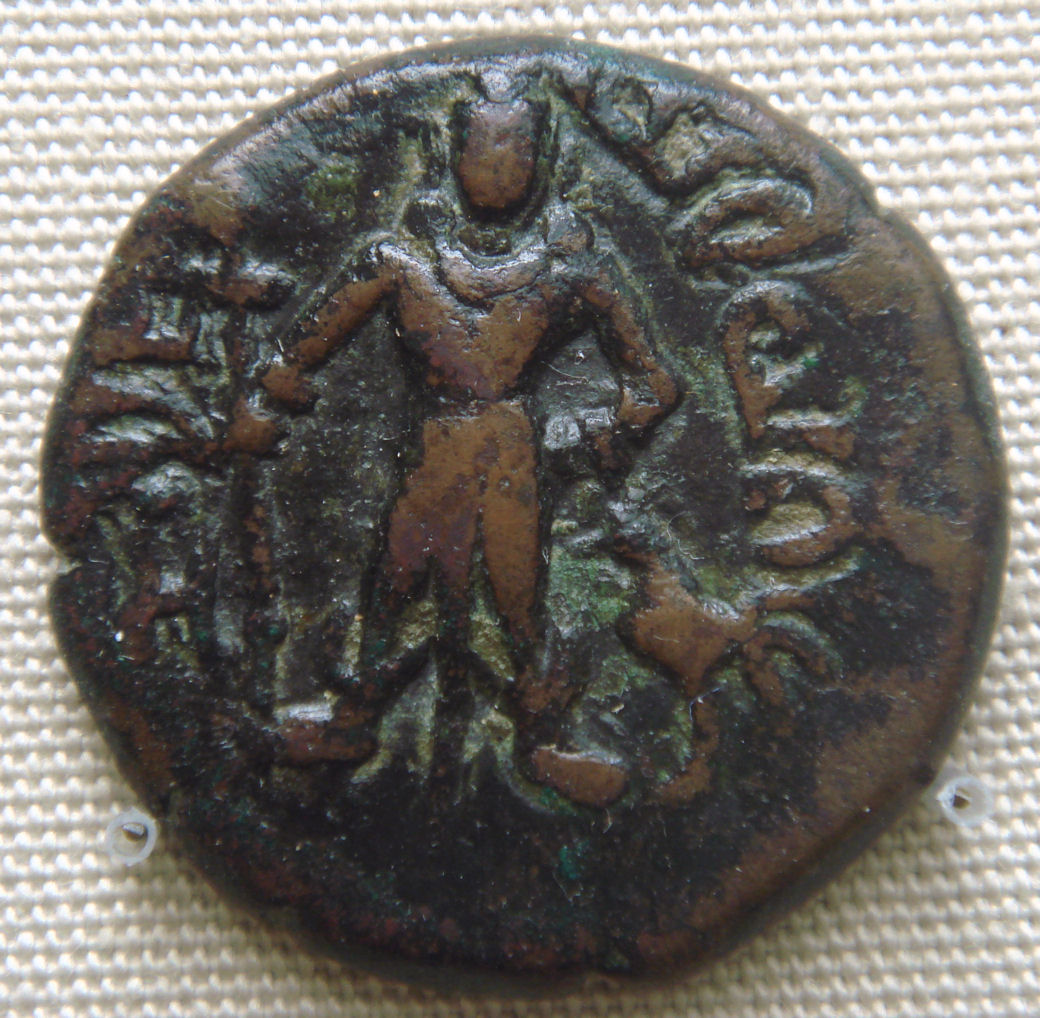
Монета із зображенням Картикеї, II ст. до н. е.